# Hôtel Pretti
L'hôtel Pretti, dit aussi  hôtel Pretti de Saint-Ambroise ou hôtel Galleani de Saint-Ambroise, est un hôtel particulier situé au 45 rue Longue et 29-31 quai Bonaparte, face à la rampe Saint-Michel, à Menton. Cet hôtel fait l’objet d’une inscription au titre des monuments historiques depuis le 16 novembre 1989.

## L'hôtel Pretti
En 1533, la famille Pretti fait construire un bâtiment sur la rue Longue.
Le prince de Monaco, Antoine Ier Grimaldi anoblit Antoine Pretti et lui donne le fief de Saint-Ambroise, dans le quartier de Carnolès.
L'hôtel actuel est réaménagé milieu du XVIIe siècle comme le montre une inscription, extraite du Magnificat, datée de 1649 sur la façade : MISERICORDIA EIUS A PROGENIE IN PROGENIES TIMENTIBUS EUM suivie de ANNO DOMINI MDCIL. L'édifice est du type baroque génois. Il comprend trois étages.
Autrefois, on pouvait voir dans le vestibule une lance turque ramenée par Barthélemy Pretti de la bataille de Lépante. Deux galères armées par les Grimaldi commandées par des Mentonnais avaient participé à cette bataille : la Patrona et la Capitana.
En 1821, Horace Pretti de Saint-Ambroise (1751-1839) est gouverneur de Menton depuis 1815 quand un mouvement libéral, inspiré des Carbonari italien, entraîna une insurrection dans la ville pour faire accepter une constitution inspirée de celle des Cortès d'Espagne. Ce mouvement demandait aussi le rattachement de Menton à l'Italie.
Le tremblement de terre de 1887 a entraîné la disparition du décor baroque qui est remplacé par un décor « à la pompéienne ».